# Priorato de San Marcos de León

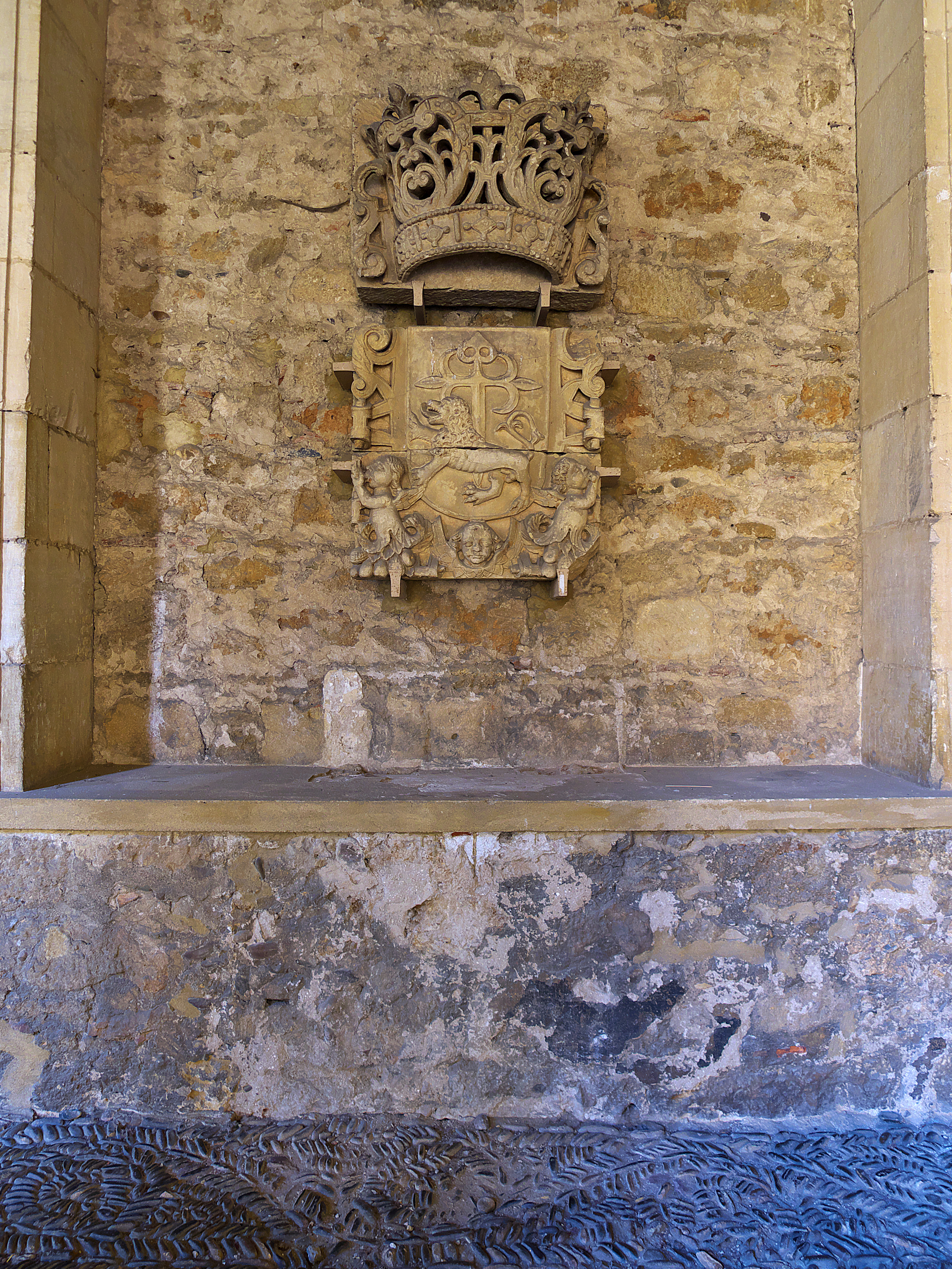
Escudo del priorato en el Convento de San Marcos de León.

El priorato de San Marcos de León fue una antigua diócesis española, constituida por la Orden de Santiago, cuya sede se encontraba en la ciudad de Llerena (Badajoz), en la iglesia obispal de Nuestra Señora de la Granada.

## Historia
Fundada en 1185, originalmente en el Convento de San Marcos (León). Durante cerca de setecientos años se mantuvo como diócesis independiente, hasta que en 1873 por la bula pontificia "Quo Gravius", fue declarada disuelta y su territorio anexionado a las diócesis provinciales correspondientes.
Lo componía 134 parroquias pertenecientes a las provincias de Badajoz, Cáceres, Sevilla, Córdoba, Huelva, León, Zamora, Salamanca y Orense.
Al frente de la diócesis se encontraba un Obispo-Prior, perteneciente a la Orden de Santiago.

### El cisma de 1873
La bula pontificia “Quo Gravius” en julio de 1873, acordó la disolución de las órdenes militares y con ellas la diócesis de San Marcos. La ejecución de dicha bula,  le fue encomendada al arzobispo de Valladolid.
Francisco Maesso y Durán, provisor de la diócesis de San Marcos, alegando el arraigo secular en los fieles de la antigua diócesis y que la bula no había obtenido la autorización del Gobierno, se negó a entregar la jurisdicción del territorio  a la diócesis de Badajoz, arrojando del mismo al fiscal general de la curia episcopal, que en nombre de su obispo, había acudido a tomar posesión del mismo.
Tras ese acto, se produjo una rebelión en toda la antigua diócesis, tanto del clero como del pueblo,  Se sucedieron manifestaciones y encierros en las iglesias. Los municipios y los jueces apoyaron la decisión y negaron obediencia al obispo de Badajoz.
Hubo encarcelamiento del clero que se negó a retractarse y jurar obediencia al obispo.
El cisma duró hasta 1875, cuando el Gobierno intimidó al gobernador civil para que prestase su auxilio al obispo de Badajoz para que ejercitase sin trabas su jurisdicción, y aun así volvió a amotinarse Llerena.
Finalmente Maesso se retractó y los curas que se negaron a obedecer al obispo de Badajoz,  fueron separados de su parroquia.

## Territorio de la Diócesis

### Provincia de Badajoz

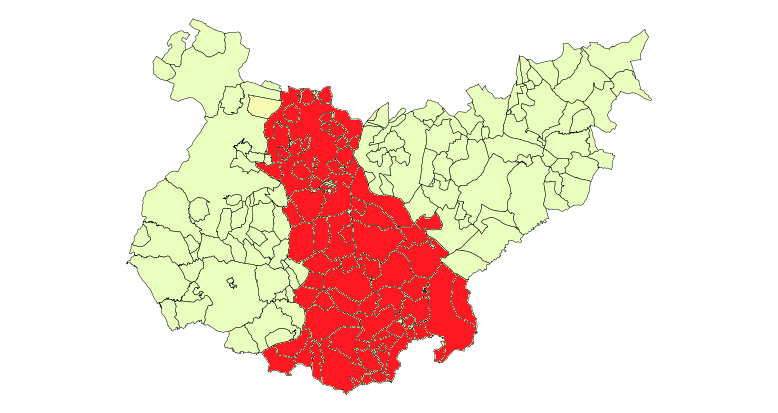
Diócesis del Priorato de San Marcos de León en la provincia de Badajoz

Arciprestazgo de Llerena: Ahillones, Azuaga, Berlanga, Campillo, La Cardenchosa, Casas de Reina, Fuente del Arco, Granja de Torrehermosa, Higuera de Llerena, Llera, Maguilla, Retamal de Llerena, Reina, Trasierra, Valencia de las Torres, Valverde de Llerena, Santa María de Nava.
Arciprestazgo de Almendralejo: Aceuchal, Hinojosa del Valle, Hornachos, Palomas, Puebla del Prior, Puebla de la Reina, Ribera del Fresno, Villafranca de los Barros.
Arciprestazgo de Fuente del Maestre: Medina de las Torres, Puebla  de Sancho Pérez, Los Santos de Maimona.
Arciprestazgo de Mérida: Alange, Aljucén, Arroyo de San Serván, Calamonte, Carmonita, Cordobilla de Lácara, Don Álvaro, Esparragalejo, La Garrovilla, Lobón, Mirandilla, Montijo, La Nava, Oliva de Mérida, Puebla de la Calzada, San Pedro de Mérida, Torremayor, Torremejía, Trujillanos, Valverde de Mérida, Villagonzalo, Zarza de Alange, Malcocinado.
Arciprestazgo de Calera de León: Bienvenida, Cabeza la Vaca, Calzadilla de los Barros, Fuente de Cantos, Fuentes de León, Monesterio, Montemolín, Pallares, Segura de León, Usagre.

### Provincia de Cáceres
Arciprestazgo de Montánchez: Albalá, Alcuéscar, Almoharín, Arroyomolinos de Montánchez, Benquerencia, Botija, Casas de Don Antonio, Salvatierra de Santiago, Torre de Santa María, Torremocha, Valdefuentes, Valdemorales, Zarza de Montánchez.

### Provincia de Huelva
Arciprestazgo de Calera de León: Arroyomolinos de León, Cañaveral de León.

### Provincia de Sevilla
Arciprestazgo de Guadalcanal: Guadalcanal.
Archiprestazgo de Villanueva del Ariscal: Benazuza, Villamanrique de la Condesa, Villanueva del Ariscal.

### Provincia de Córdoba
Vicaría de Benamejí: Palenciana, Benamejí.

### Provincia de Salamanca
Vicaría de Barrueco Pardo: Barreras, Barceino, Barceo, Milano, Saldeana, Val de Rodrigo, Villas Buenas, Zerezal de Peñaorcada, Peralejos de Abajo, Lacuelle.

### Provincia de Zamora
Vicaría de Porto: Porto, Borjacoba, Pías, San Agustín.
Vicaría de Villalba de la Lampreana: Cubillos, Peñausende, Perilla de Castro, Olmillos, Piedrahíta de Castro, San Cebrián de Castro, Fontanillas

### Provincia de León
Arciprestazgo de León: Destriana, Santovenia de San Marcos, Campo de Villavidel

### Provincia de Orense
Vicaría de Villar de Santos: Campobecerros, Carracedo, Codosedo, Garabanes, Paradina, Sta. María de la Barra, San Munio de Vega, Ucelle, Villar de Santos.